# Valmozzola
Valmozzola est une commune italienne de la province de Parme, dans la région Émilie-Romagne.

## Administration
| Période                                  | Période | Identité | Étiquette | Qualité |
| ---------------------------------------- | ------- | -------- | --------- | ------- |
|                                          |         |          |           |         |
| Les données manquantes sont à compléter. |         |          |           |         |

### Hameaux
Arsina, Branzone, Cascina, Case Gatto, Case Lamini, Casella, Castellaro, Castoglio, Costa, Costadasino, Galella, Groppo San Siro, La Valle, Lennova, Maestri, Mormorola, Pieve di Gusaliggio, Roncotasco, Rovere, Rovina, San Martino, San Siro, Sozzi, Stazione Valmozzola, Tessi, Vettola.

### Communes limitrophes
Bardi, Berceto, Borgo Val di Taro, Solignano, Varsi.